# 쿠 훌린의 수태
〈쿠 훌린의 수태〉(아일랜드어: Compert Con Culainn, 영어: Conception of Cú Chulainn)는 아일랜드 신화의 얼스터 대계의 일부로서, 영웅 쿠 훌린이 수태되고 태어난 것을 다루고 있다. 두 가지 판본이 존재하며, 여러 필사본에 보존되어 있다.

## 필사본
텍스트는 두 가지 판본이 있으며, 둘 중 앞선 판본이 기록된 가장 오래된 문헌은 12세기의 《회갈색 암소의 서》(LU)이다. 필경사(M)가 메인 텍스트를 썼했고, 그 뒤 교열자(H)가 마지막 부분을 삭제해서 자기 이야기를 쓸 공간을 마련했다. H의 주석에 따르면 〈쿠 훌린의 수태〉는 8세기 문헌인 《드림 스네크타의 서》에 수록되어 있었다는데, 이 책은 현재 소실되어 전하지 않는다. 첫 번째 판본이 보존된 문헌은 그 뒤로도 15세기와 16세기의 물건 6개가 있는데, 이것들은 모두 어떤 식으로든 코나크타와 연관되어 있다.
두 번째 판본은 Egerton 1782 필사본과 D IV 2 필사본에 보존되어 있으며, 첫 번째 판본이 수록된 바로 뒤에 이어서 수록되어 있다.
- 드림 스네크타의 서. 실전됨.
- 더블린 왕립 아일랜드 학회 소재, 회갈색 암소의 서 (23 E 25): p 128a-b (+H). 결말이 지워져 있음.
- 더블린 왕립 아일랜드 학회 소재, 23 N 10: pp. 62–63.
- 더블린 왕립 아일랜드 학회 소재, D IV 2 (Stowe 992): f 46rb-47vb. 두 판본이 모두 수록됨.
- 런던 대영도서관 소재, Egerton 1782: f 78v-80r. 두 판본이 모두 수록됨.
- 런던 대영도서관 소재, Egerton 88: f 12vb-13rb. Gineamain Chonculainn라는 제목으로 수록됨.
- 더블린 트리니티 대학 소재, MS 1363 (olim H 4.22): IV, pp. 46–47.
- 더블린 아일랜드 국립도서관 소재, (Phillipps) G 7: col. 7-9.
- 더블린 트리니티 대학 소재, MS 1287 (olim H 1.13), p. 342 ff.

## 줄거리
초기 판본에서, 쿠 훌린의 모친이 될 데크티너는 울라의 국왕 콘코바르 막 네사의 딸이며 그의 전차 마차부다. 콘코바르 왕과 울라의 귀족들이 마법의 새떼를 사냥하러 가니 데크티너도 따라간다. 눈이 내리고 일행은 쉴 곳을 찾다가 집 한 채를 찾아 환영을 받는다. 그런데 집주인의 아내가 산기가 있자 데크티너는 산파 노릇을 하여 아들이 태어나는 것을 돕는다. 한편 같은 시각 밖에 묶인 암말도 망아지 두 마리를 낳는다. 아침이 밝자 울라인들은 자기들이 브루 너 보너에 있음을 깨닫는다. 어제 묵었던 집과 그 주민들은 사라졌고, 아기와 망아지 두 마리만 남았다. 데크티너는 그 아기를 데려가 어느 정도 클 때까지 기르지만 아이는 병이 들어 죽는다. 이 때 루가 나타나 그 날 밤의 집주인은 자신이었으며, 데크티너의 자궁에 자기 아기를 넣었으며 그 아이의 이름은 세탄타라고 하리라고 이른다. 데크티너는 수얼탐 막 로크와 약혼한 상태였기 때문에 그의 임신은 추문이 된다. 울라인들은 혹시 애 아버지가 콘코바르 왕이 아닌지 의심한다. 그래서 데크티너는 낙태를 하고 수얼탐과 결혼한다. 그리고 수얼탐과 동침해 수태한 아이에게 세탄타라는 이름을 붙인다. 이렇게 3중의 수태가 일어나는 것은 그만큼 아이가 특별함을 강조하기 위한 것으로 해석된다.
후기 판본이자 더 잘 알려진 판본에서 데크티너는 콘코바르의 딸이 아니고 누이다. 어느날 데크티너는 울라의 수도 에번 바허에서 갑자기 실종된다. 그 뒤 초기 판본에서 그랬던 것처럼 울라인들은 새사냥을 갔다가 눈보라에 갇혀 한 집에 피신하게 된다. 마찬가지로 집주인은 루인데, 여기서는 실종되었던 데크티너가 루의 아내로 나타나 그날 밤 아들을 낳게 된다. 그렇게 태어난 아이에게 세탄타라는 이름이 붙는다. 울라의 귀족들은 누가 세탄타의 양아버지가 되어줄 것인지 논쟁하다가, 현명한 모란이 그 자리의 모두가 각자의 분야에서 아이를 기를 것을 제안한다. 콘코바르는 왕으로서 배경이 되어주고, 센카 막 알렐라는 법률과 웅변을 가르치고, 부유한 블리 브루구는 아이를 먹여살리고, 고귀한 전사 페르구스 막 로크는 약자를 보호할 것을 가르치고, 시인 아메르긴 막 에키트는 전반적인 교육을 시키며, 아메르긴의 아내 핀드콤이 젖을 먹이기로 하는 것이다. 그래서 세탄타는 아메르긴과 핀드콤 부부의 집으로 가서 부부의 아들 코날 케르나크와 젖형제로서 함께 길러진다.